# JT (アルバム)
| 専門評論家によるレビュー                                     | 専門評論家によるレビュー |
| レビュー・スコア                                             | レビュー・スコア         |
| 出典                                                         | 評価                     |
| ------------------------------------------------------------ | ------------------------ |
| オールミュージック                                           | [ 1 ]                    |
| en:Encyclopedia of Popular MusiEncyclopedia of Popular Music | [ 2 ]                    |
| ローリング・ストーン                                         | (favorable)              |
| Christgau's Record Guide                                     | B                        |
| MusicHound                                                   | 3.5/5                    |
| The Rolling Stone Album Guide                                | [ 6 ]                    |

『JT』（JT）はアメリカのシンガー・ソングライター、ジェームス・テイラーの8枚目のスタジオ・アルバム。1977年6月22日にリリースされ、ジミー・ジョーンズの曲のカバーで、Billboard Hot 100で最高4位に達し、アダルト・コンテンポラリー・チャートでトップを獲得した「ハンディ・マン」と、最高20位に達した「きみの笑顔」の2枚のヒットシングルが生み出された。このアルバムにはさらにテイラーの当時の妻だったカーリー・サイモンが参加した、テイラーの定番曲「人生の秘密」と「テラ・ノヴァ」も収録されている。
第20回グラミー賞で、テイラーは「ハンディ・マン」のカバーで最優秀男性ポップ・ヴォーカル・パフォーマンス賞を受賞した。アルバム『JT』自体も最優秀アルバム賞にノミネートされたが、フリートウッド・マックの『噂』に敗れた。
『JT』は『マッド・スライド・スリム』以来、もっともチャートで上位に上がったアルバムであり、アメリカ国内で350万枚を売り上げてテイラーの最も売れたスタジオアルバムとなった。

## 収録曲
特記あるものを除き全曲ジェームス・テイラーの作詞作曲
サイド1
1. 「きみの笑顔（英語版）」"Your Smiling Face" – 2:50
2. 「ゼア・ウィ・アー」"There We Are" – 3:02
3. 「ハニー・ドント・リーヴ・L.A.（英語版）"Honey Don't Leave L.A." (ダニー・コーチマー) – 3:05
4. 「悲しい朝」"Another Grey Morning" – 2:44
5. 「バーテンダーズ・ブルース（英語版）」"Bartender's Blues" – 4:12
6. 「人生の秘密（英語版）」"Secret O' Life" – 3:34

サイド2
1. 「ハンディ・マン（英語版）」"Handy Man" (オーティス・ブラックウェル（英語版）、ジミー・ジョーンズ（英語版）) – 3:17
2. 「嘘をついただけ」"I Was Only Telling a Lie" – 3:24
3. 「愛をさがしてブロードウェイ」"Looking for Love on Broadway" – 2:23
4. 「テラ・ノヴァ」"Terra Nova" (テイラー、カーリー・サイモン) – 4:32
5. 「トラフィック・ジャム」"Traffic Jam" – 1:58
6. 「ハートを隠せば」"If I Keep My Heart Out of Sight" – 3:01

## パーソネル
- ジェームス・テイラー – アコースティックギター、リードおよびバッキング・ボーカル
- ダニー・コーチマー – ギター
- ダン・ダグモア – スティール・ギター (2, 5)
- クラレンス・マクドナルド（英語版） – キーボード(ドクター・クラレンス・マクドナルド名義)
- リーランド・スカラー – ベースギター
- ラス・カンケル – ドラムス、カスタネット(7)、ウッドブロック(9)、タンバリン(10)、手拍子(10)
- ピーター・アッシャー – カウベル(3)、カスタネット(7)、カバサ(7, 9)、ウッドブロック(9)、タンバリン(10)、手拍子(10)
- デヴィッド・サンボーン – サクソフォン(3)
- レッド・カレンダー（英語版） – チューバ(10)
- デヴィッド・キャンベル – 弦楽編曲および式(1, 5)、ヴィオラ(2)
- リンダ・ロンシュタット – ハーモニー・ボーカル(5)
- リア・カンケル（英語版） – バッキング・ボーカル(7)
- カーリー・サイモン – ハーモニー・ボーカル(10)

### 製作
- プロデューサー – ピーター・アッシャー
- 録音およびミキシング - ヴァル・ギャレイ、ザ・サウンド・ファクトリー（カリフォルニア州ロサンゼルス）にて
- マスタリング - ダグ・サックス、マスタリング・ラボ（カリフォルニア州ハリウッド）にて
- 美術監督およびデザイン – ジョン・コッシュ
- フロント・カバーおよびスリーブ写真 – デヴィッド・アレクサンダー
- バック・カバーおよび内側の写真 – ジム・シーア